# Placidochromis orthognathus
Placidochromis orthognathus är en fiskart som beskrevs av Mark Hanssens 2004. Placidochromis orthognathus ingår i släktet Placidochromis och familjen Cichlidae. Inga underarter finns listade i Catalogue of Life.